# Каратомар (Акмолинская область)
Каратомар (каз. Қаратомар) — село в Целиноградском районе Акмолинской области Казахстана. Входит в состав Шалкарского сельского округа. Код КАТО — 116673200.

## География
Село расположено возле озера Каратомар, на расстоянии примерно 24 километров (по прямой) к югу от административного центра района — села Акмол, в 18 километрах к востоку от административного центра сельского округа — села Шалкар.
Абсолютная высота — 349 метров над уровнем моря. 
Ближайшие населённые пункты: село Шалкар — на западе, село Преображенка — на востоке.

## Население
В 1989 году население села составляло 361 человек (из них казахи — 100%).

В 1999 году население села составляло 260 человек (123 мужчины и 137 женщин). По данным переписи 2009 года, в селе проживало 177 человек (82 мужчины и 95 женщин).
| Численность населения | Численность населения | Численность населения |
| 1989                  | 1999                  | 2009                  |
| --------------------- | --------------------- | --------------------- |
| 361                   | ↘260                  | ↘177                  |